# Koninklijke Saan

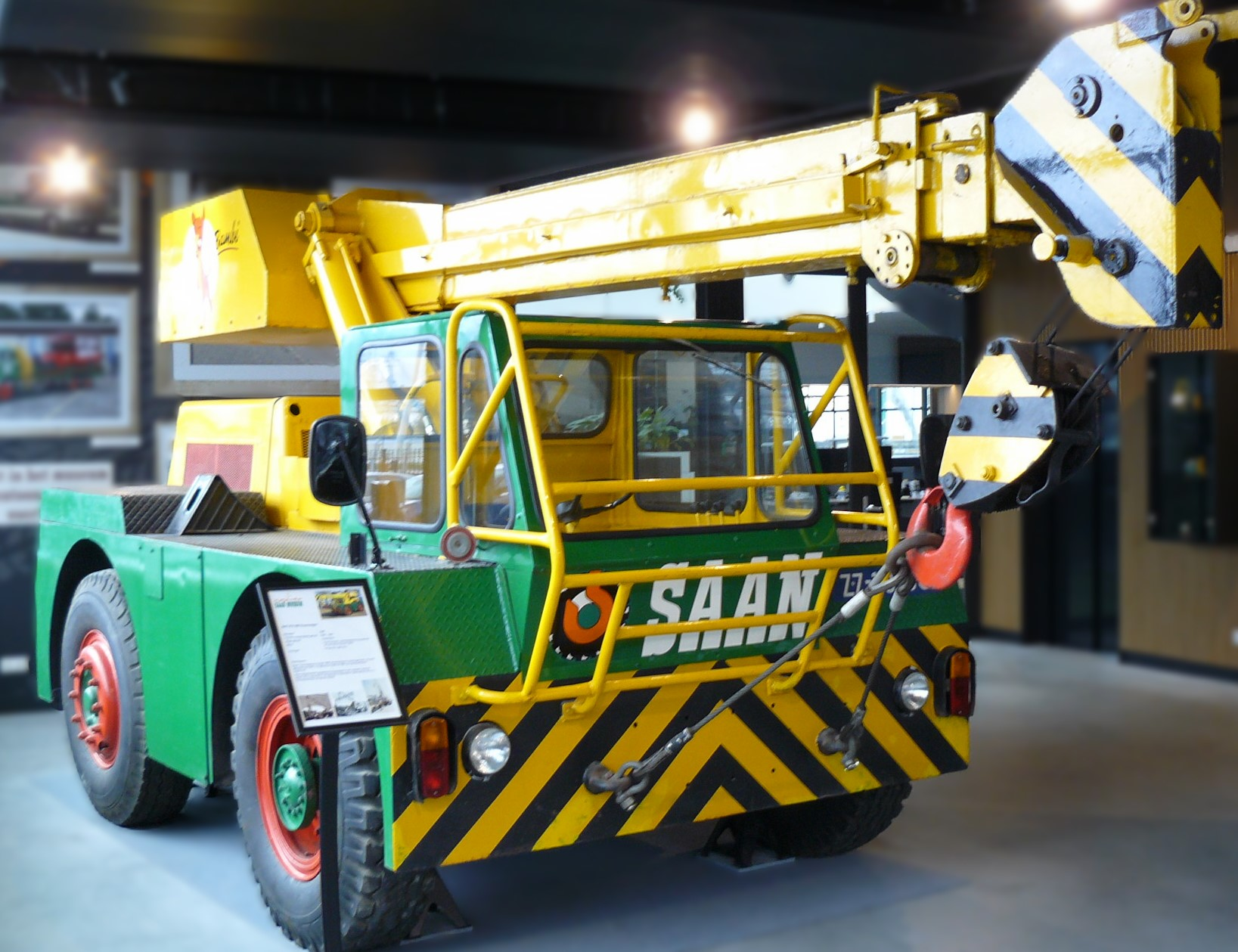
BHC IFS 398 kraanwagen in het Saan Museum

Koninklijke Saan is een Nederlandse onderneming gespecialiseerd in horizontaal en verticaal transport. Het bedrijf is opgericht op 15 augustus 1897 in Diemen. Naast het hoofdkantoor in Diemen heeft Saan vestigingen in Utrecht en Tilburg. Het bedrijf is gespecialiseerd in kraanverhuur, industriële verhuizingen en bouwlogistiek. De bedrijfskleuren zijn groen en oranje.
Ter gelegenheid van het 100-jarig bestaan van de onderneming kreeg het bedrijf in 1997 het predicaat Koninklijk toegekend.

## Geschiedenis
In de tweede wereldoorlog besloot het verzet de administratie van woningbouwvereniging Patrimonium te verduisteren, daarvoor werd in april 1942 Saan ingeschakeld. Omdat men bang was dat het nachtelijke transport opviel, besloot men diezelfde nacht alle voertuigen van de oude bedrijfskleur rood naar groen met oranje over te spuiten, de kleuren die het bedrijf nog steeds gebruikt.

## Vestigingen
Het hoofdkantoor zit in Diemen, tegenwoordig in de Diemer Vijfhoek. Overige vestigingen zitten in Tilburg, Utrecht, en Cluj, Roemenië.
In Diemen is ook het Saan Museum, met voertuigen en gereedschappen uit de historie van het bedrijf. Dit museum is enkele dagen per jaar open voor bezichtigingen.
Tot 23 april 2022 zat Saan in Diemen in de Weesperstraat 78-82. Op die dag verhuisde Saan naar de nieuwe locatie. Vrijwel alle voertuigen verhuisden tegelijk in één lange colonne die veel bekijks trok.

## Afbeeldingen
Enkele van de voertuigen tijdens de verhuizing op 23 april 2022.

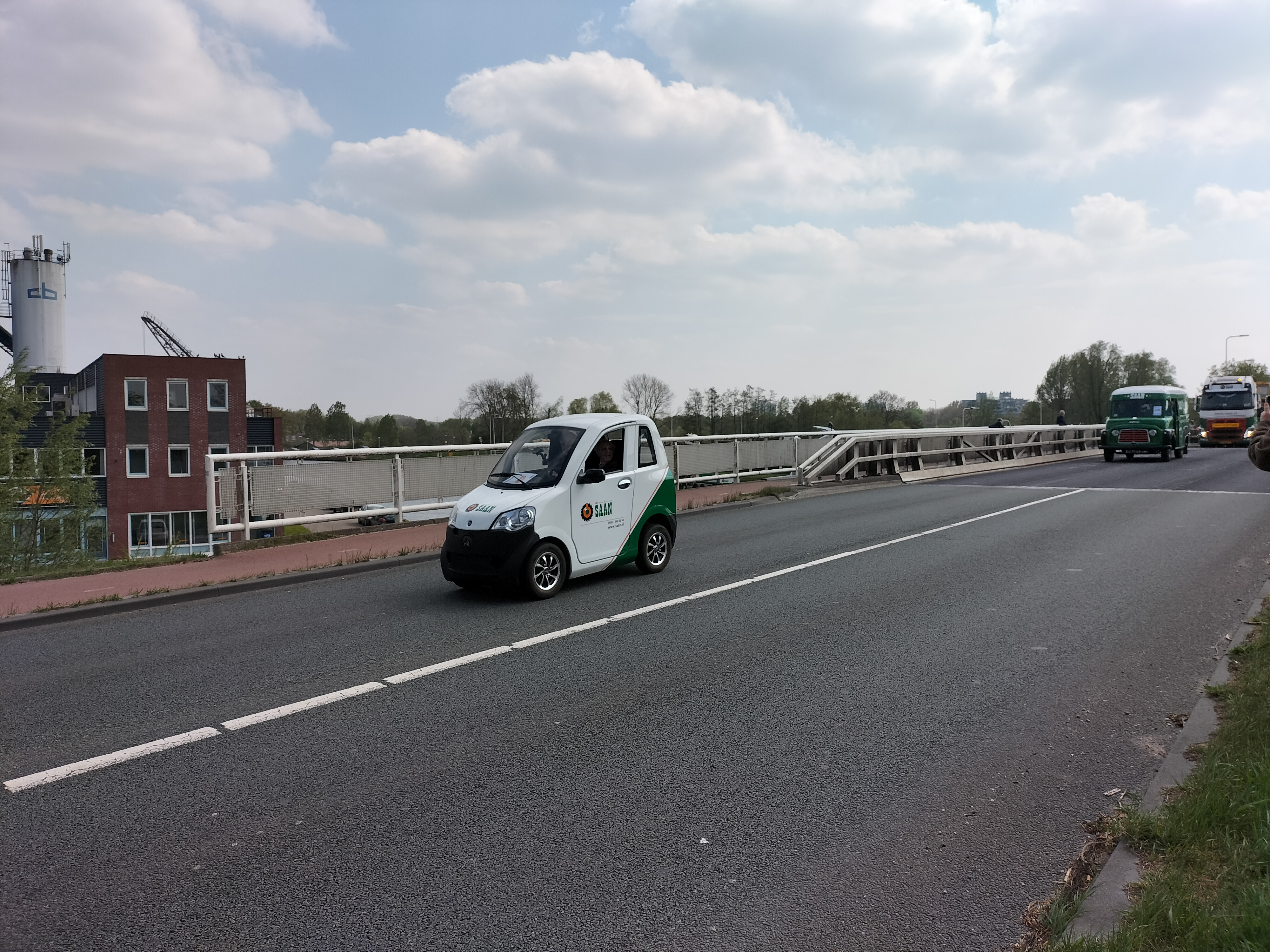
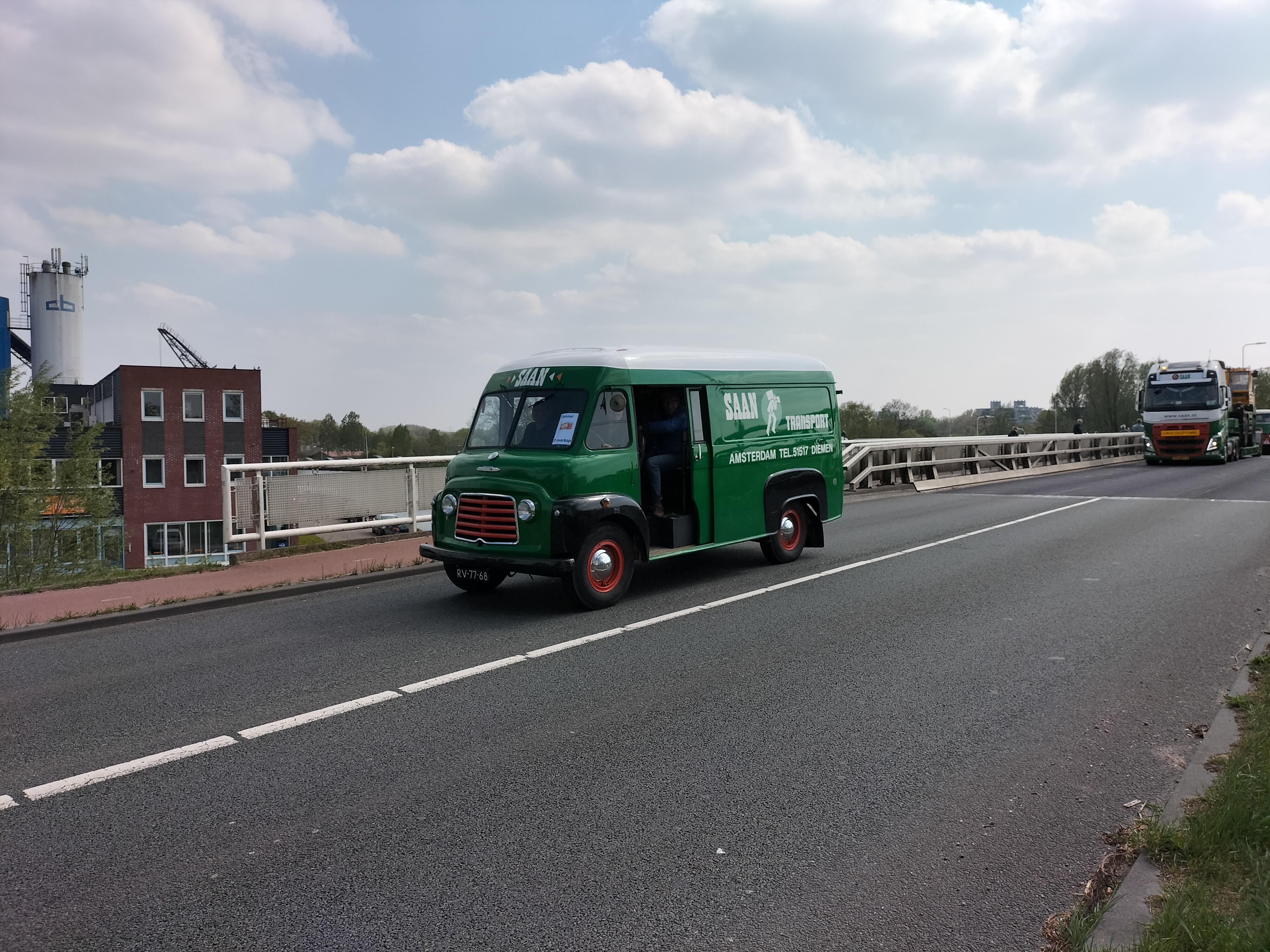
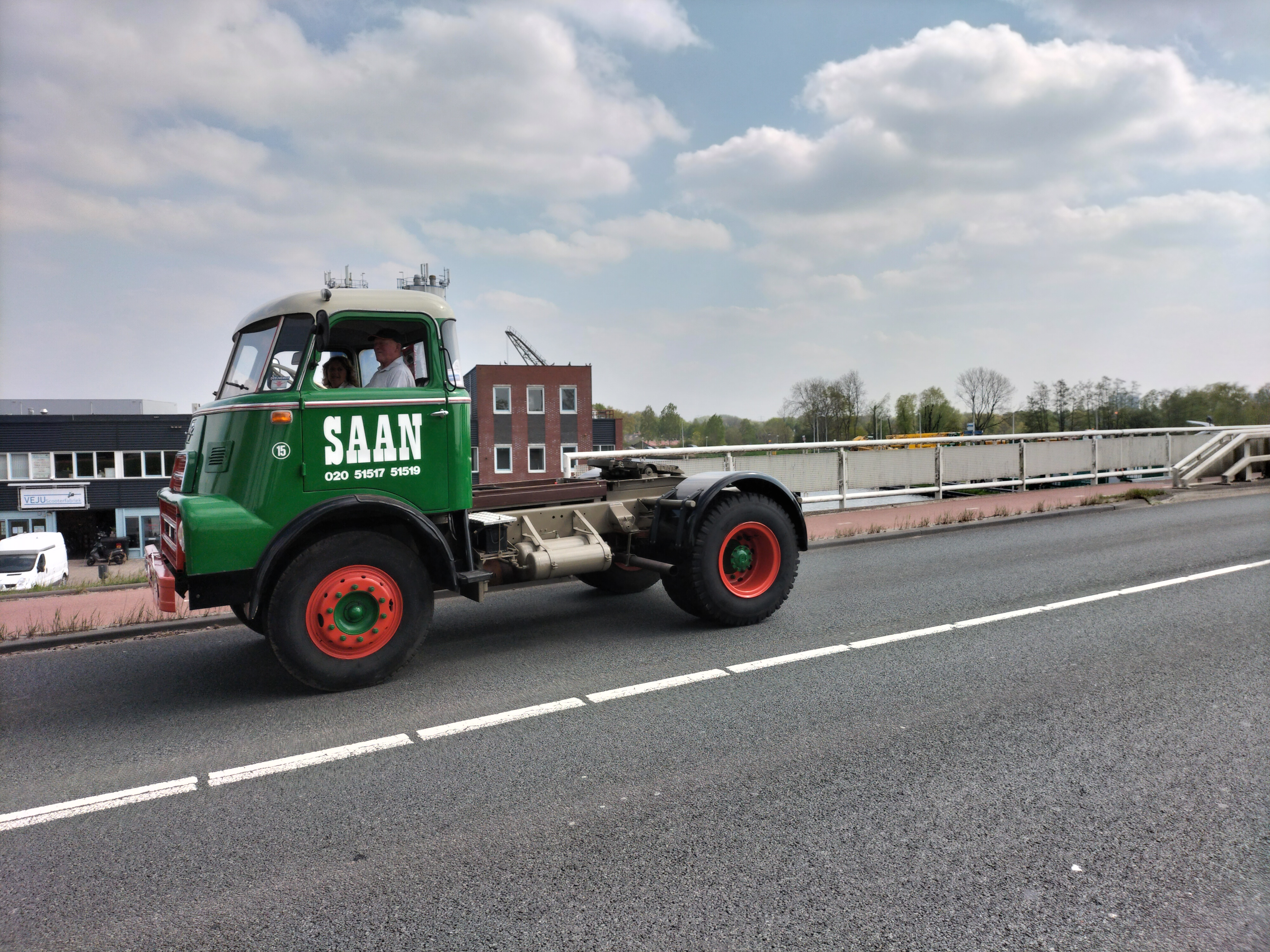
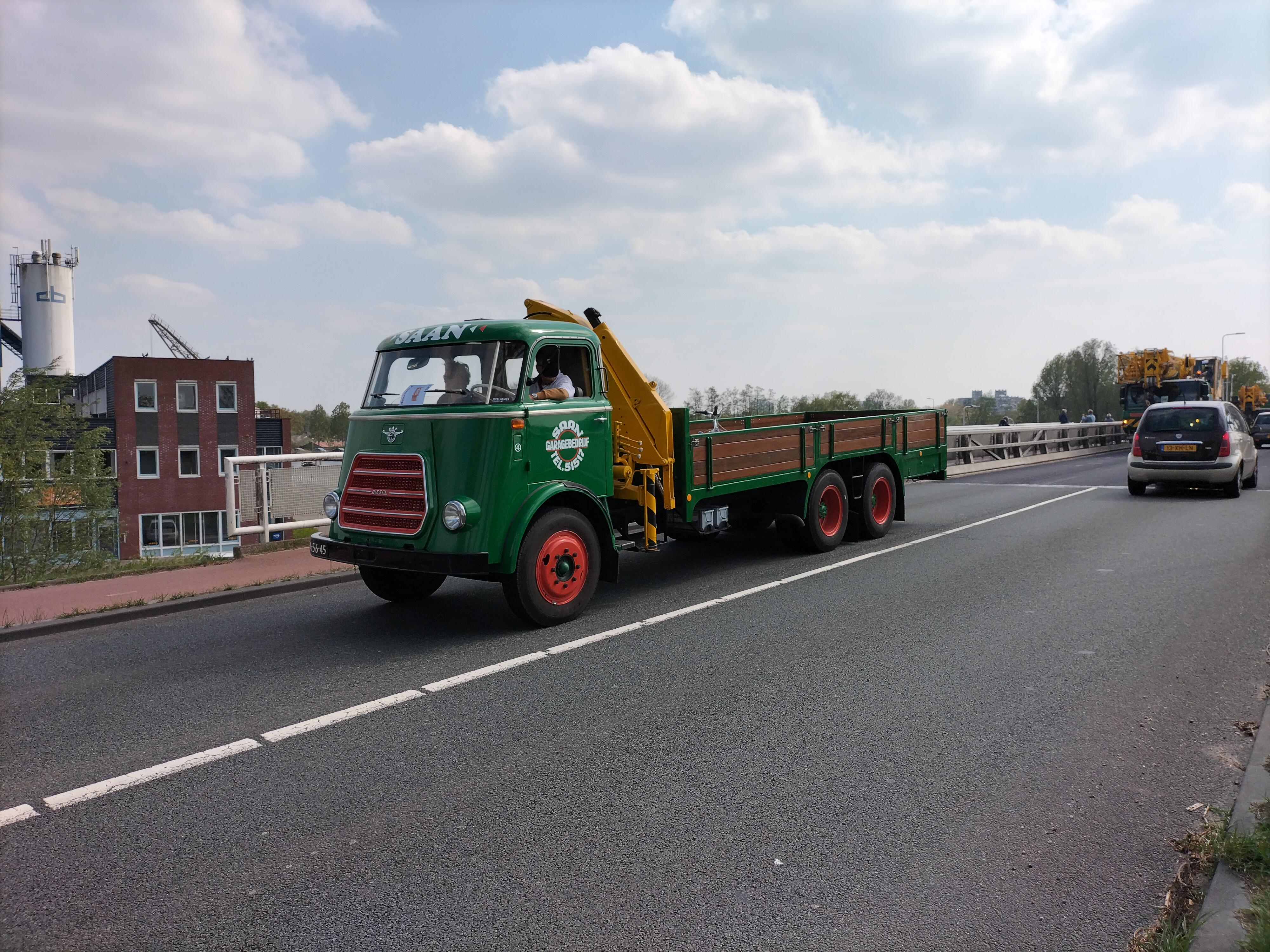
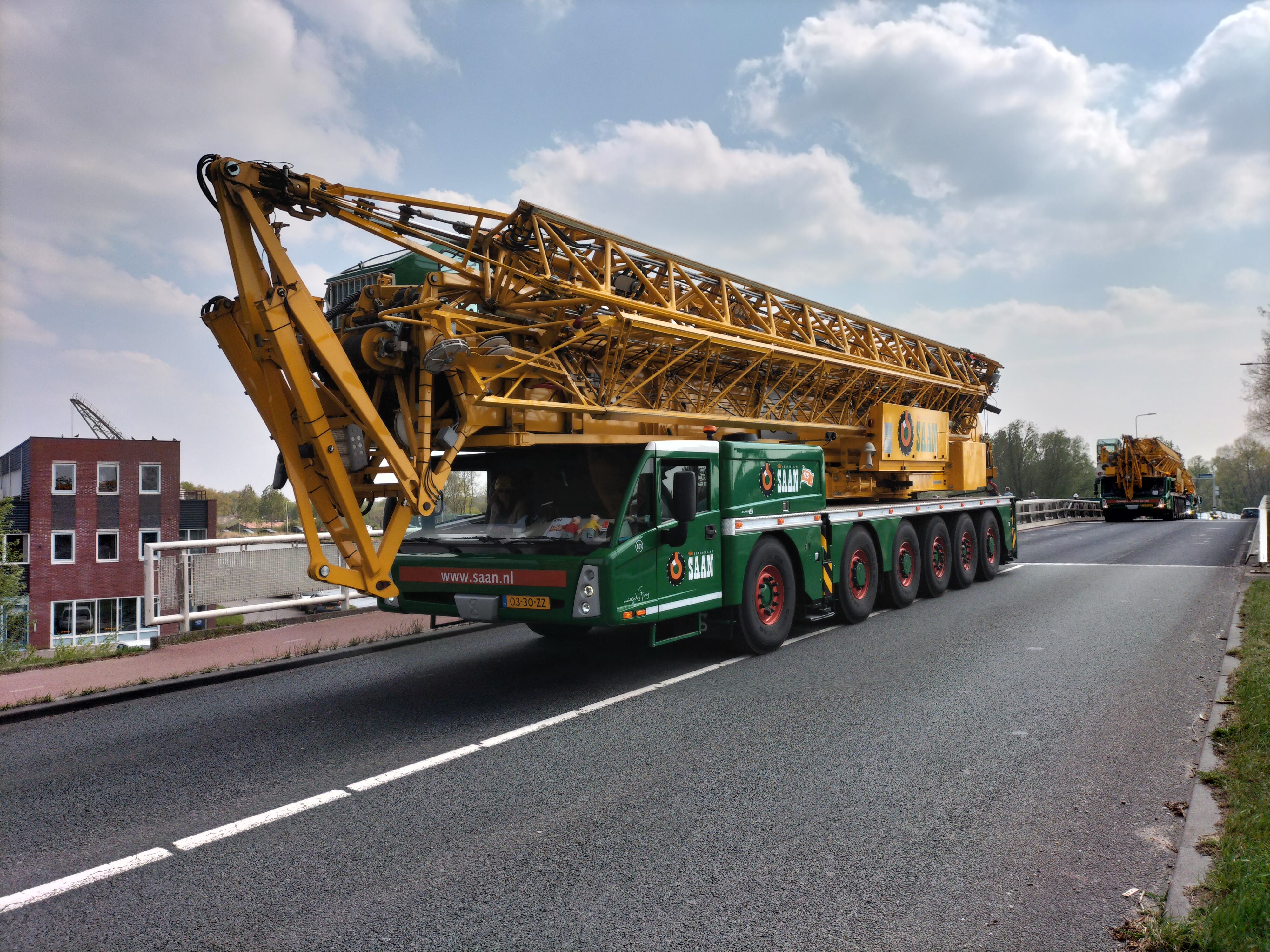
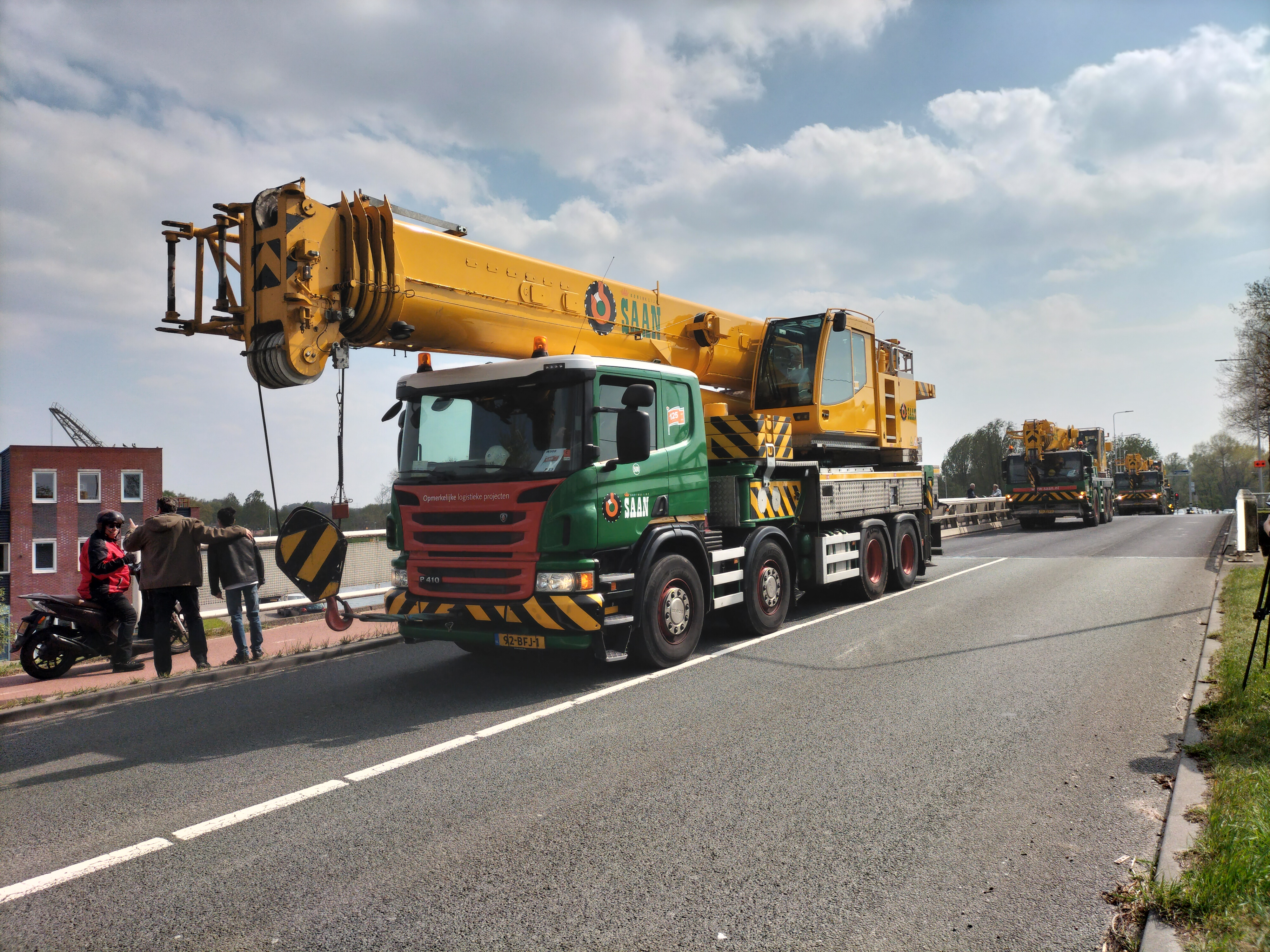